# Костёл Святого Иакова (Ченстохова)
Костёл Святого Иакова (пол. Kościół św. Jakuba) — католический (бывший православный) храм в городе Ченстохова, Польша. Расположен в центре города, на площади Владислава Беганьского (ратушной). Построен в византийском стиле и освящён 15 октября 1872 года во имя святых Кирилла и Мефодия. Храм украшают росписи на стенах, изображающие Крестный путь, выдержанные в традициях византийской живописи.

## История

### Ранний храм
В 1586 году на этом месте была построена часовня святого Якуба и прибежище для больных пилигримов. Тогда это пространство между Старой Ченстоховой и Ченстоховкой было пустым. Часовня была расширена в 1674 году по приказу члена городского совета Якуба Залейского, а отец Андрей Голдоновский построил там храм в стиле барокко.
В 1683 году, проездом в Вену, храм посетил король Ян III Собеский. Это случилось 24 июля, в день именин его сына Якуба, поэтому вся королевская семья посетила храм, построенный в честь его покровителя.
В 1786 году по прибытии в Ченстохову в этом храме осели сёстры-мариавитки и занимали его вплоть до постройки собственного помещения, то есть до 1862 года. После их ухода храм обветшал и был снесён.
По мнению местной православной общины, старый храм Якуба находился на другом месте.

### Церковь Кирилла и Мефодия
26 мая 1867 года польский террорист Антон Березовский в Париже совершил пятое, неудачное, покушение на российского императора Александра II. Спустя три дня после покушения, в Ченстохове на главной площади был отслужен благодарственный молебен местных православных жителей и российских воинов, расквартированных в этом городе, а после службы был организован добровольный сбор пожертвований на строительство храма для растущего православного населения города.
Место для строительства будущего храма напротив тогдашней ратуши было куплено у властей города за огромную по тем временам сумму в 60 тысяч серебряных рублей. На постройку храма из российской казны было выделено ещё 45 тысяч рублей. Дерево и другие материалы безвозмездно везли из своих имений генеральша Павлова, генералы Гейден, Заболоцкий, Гутович, Соболев.
Новый храм был построен по образцу собора Святой Марии Магдалины в Варшаве и освящён во имя святых равноапостольных Кирилла и Мефодия. По преданию именно по реке Варте, упоминавшейся как «река пути к северу», через будущую Ченстохову, первый город от её истока, шли просветители славян. Освящение храма состоялось 15 октября 1872 года. Настоятелем стал недавно рукоположенный отец Никодим Соколов, будущий знаменитый епископ Иосиф (Соколов).
Для храма местный иконописец Блазиус Люкс изготовил список чудотворной Ченстоховской иконы Божьей Матери, который также был благодатным.
На 1907 год к Ченстоховскому приходу было причислено 1454 православных жителей Ченстоховского уезда.

### Костёл святого апостола Якуба
После обретения Польшей независимости от России в 1918 году начался процесс ревиндикации церковного имущества. Храм был занят польскими католиками как филиальный костел прихода св. Сигизмунда. Православное кладбище около церкви было ликвидировано. Храм являлся гарнизонным костёлом под именем св. Станислава Костки.
В 1938 году храм был освящен во имя апостола Иакова.
В 1943 году немецкие оккупационные власти передали церковь православным и службы в ней проходили до 1945 года. В 1945 году советский комендант Ченстоховы вернул церковь католикам для устройства в ней гарнизонного костёла. Тогда же из храма вынесли иконы, утварь и прочее церковное имущество. Но над православными верующими сжалился пастор из евангелического прихода Леопольд Войяк, забравший к себе церковной имущество и выделивший небольшую комнатку в своем церковном доме. Там прихожане молились в течение двадцати лет. Созданная там часовня была освящена во имя святителя Николая, а прихожане впоследствии воздвигли Ченстоховский Никольский храм.
В 1948 году главный византийский купол, стараниями прелата Войцеха Модры, был заменён на полукруглый, а боковые купола стали конусообразными. В 1969—1974 годах настоятель Тадеуш Ойрынский провёл капитальную реконструкцию здания в стиле римских раннехристианских храмов по проекту Станислава Поспешальского. Храм украсили сграффито, сделанным Марией Антониной Козловской и Софией Щербой. Боковые стены покрыли деревянными панелями, а в окна вставили новые витражи. Тем не менее, несмотря на все перестройки, здание в значительно мере сохраняет неовизантийские черты и теперь.

## Галерея
- Интерьер
- Ночью - вид со стороны площади Беганьского
- Вид с запада
- Вид с ул. Домбровского